# Shadowrun
 (décembre 2019).
Si vous disposez d'ouvrages ou d'articles de référence ou si vous connaissez des sites web de qualité traitant du thème abordé ici, merci de compléter l'article en donnant les références utiles à sa vérifiabilité et en les liant à la section « Notes et références ».
 (décembre 2019).
Shadowrun est un jeu de rôle américain, originellement édité par FASA Corporation en 1989. Les joueurs incarnent des shadowrunners, des mercenaires évoluant dans un univers mélangeant principalement cyberpunk et fantasy, où mégacorporations toute-puissantes et matrice informatique omniprésente côtoient magie, elfes et dragons. Les histoires empruntent également occasionnellement aux genres polar, roman noir, thriller, conspirationnisme, ésoterisme et horreur. Le titre est le nom donné dans l'univers aux activités des personnages-joueurs : des courses de l'ombre, des sortes de raids effectués principalement contre des mégacorporations pour le compte d'autres mégacorporations. Ces shadowruns s'effectuent en équipe, chaque membre ayant une spécialité (combat, magie, hacking, négociation, conduite, etc).
En 2020, le jeu de rôle en est à sa sixième édition, éditée par Catalyst Game Labs (en) sous licence Topps. Une des caractéristiques de Shadowrun est que l'univers de jeu évolue à la même vitesse que le nôtre, passant de 2050 en 1989 à 2080 en 2020. Cet univers est reconnu comme un des plus riches de ceux proposés en jeu de rôle, bien que le système de règle plutôt complexe rebute certains joueurs[source insuffisante]. La franchise créée par le jeu de rôle compte aujourd'hui plusieurs jeux vidéo, jeux de plateau, jeux de cartes, jeux de figurines, romans et nouvelles.

## Inspiration
L'univers de Shadowrun, tout comme celui du jeu de rôle Cyberpunk (dont la première édition est parue en 1988, un an avant celle de Shadowrun), est fortement inspiré du roman fondateur du cyberpunk, Neuromancien de William Gibson, paru en 1984 : il lui a emprunté en particulier le nom et le concept de « matrice » pour désigner le réseau informatique mondial et sa visualisation sous forme de réalité virtuelle,,. Cet auteur a cependant déclaré n'avoir jamais été crédité ni consulté,.

## Historique du jeu et des éditeurs
La première édition du jeu est publiée en 1989 par FASA. L'année  suivante un premier roman Shadowrun (Never Deal with a Dragon par Robert N. Charrette (en)) est édité et Hexagonal traduit et édite en français le jeu de rôle.
Une seconde édition du jeu est publiée en 1992. Descartes Éditeur reprend la licence française en 1993. Cette même année, Beam Software développe le jeu de rôle informatique, édité par Data East pour Super Nintendo, puis l'année suivante pour SEGA. Une version en jeu de cartes à jouer et à collectionner est publiée par FASA en 1997.
En 1998, la troisième édition sort, traduite en français en 2000, toujours par Descartes Éditeur.
En 2001, FASA ferme ses opérations d'édition et vend la licence à WizKids (en), qui confie la suite de l'édition du jeu de rôle papier à FanPro LLC, société américaine créée pour l'occasion par FanPro (éditeur et traducteur de Shadowrun en Allemagne, pays où le jeu est très populaire) en se basant sur l'équipe d'auteurs de l'époque. Wizkids publie en 2003, un jeu de figurines à jouer et à collectionner nommé Shadowrun Duels. 
Un nouveau roman est publié par Wizkids et ROC en 2005, intitulé Born to Run (par Stephen Kenson). La même année, FanPro sort la quatrième édition de Shadowrun. Cette version ne sera pas traduite en français par Descartes Éditeur qui a été rachetée par Asmodée mais par Ombres Portées, un collectif de traducteurs souhaitant perpétuer la publication de versions françaises de Shadowrun. Black Book Éditions reprend la licence Shadowrun et publie la traduction d'Ombres Portées en 2006. Cette même année, Microsoft, qui avait racheté la branche jeu vidéo de FASA, annonce la sortie de Shadowrun pour Windows et Xbox360 pour janvier 2007.
L’éditeur américain FanPro annonce en 2007 qu’il ne s’occupera plus du jeu de rôles Shadowrun, qui sera repris par InMediaRes Productions (en) (via Catalyst Game Labs (en)). L’équipe d'auteurs et de créateurs du jeu reste cependant la même. Catalyst Game Labs annonce pour 2013, « l’année Shadowrun », la cinquième édition du jeu de rôle Shadowrun, ainsi que d'autres jeux dérivés : Shadowrun: Crossfire (jeu de cartes) et Shadowrun: Sprawl Gangers (jeu de figurines qui ne verra jamais le jour). Des campagnes de financement participatif sur Kickstarter atteignent leurs objectifs : le jeu vidéo Shadowrun Returns lève 1 836 447 $ (400 000 $ demandés) et le MMORPG Shadowrun Online (en) lève 558 863 $ (500 000 $ demandés). Shadowrun Returns sort en 2013, publié par Harebrained Schemes. 
Catalyst Game Labs (en) sort la cinquième édition de Shadowrun qui sera traduite un an plus tard en français par Black Book Éditions.
Un nouveau projet de jeu de rôle est lancé en 2016 : Shadowrun Anarchy, une version utilisant des règles plus légères et faciles à assimiler (rules-light and easy-to-learn mindset) et favorisant la narration (narrative-focused game experience).
Catalyst Game Labs (en)annonce la sortie de la sixième édition de Shadowrun en 2019, traduite en français en 2020, toujours par BBE.

## Description de l'univers
Shadowrun se passe dans un univers futuriste uchronique et cyberpunk. Il s'agit d'une projection futuriste du monde des années 1990 et non d'un univers totalement imaginaire. L'action de la première édition se déroulait en 2050, mais la trame temporelle a évolué au fil des suppléments et des éditions, et la 6e se déroule ainsi en 2080. L'univers est d'ailleurs doté d'un historique fouillé alliant économie et politique expliquant la succession d’événements qui ont eu lieu entre 1990 et 2080.
La grande originalité de ce jeu de rôle repose sur un Éveil de la magie survenu dans une société cyberpunk — donc axée sur la technologie. Cela signifie que la trame magique (endormie depuis des millénaires et dont nos légendes sont de lointains souvenirs) s'est réveillée sur Terre et que des enfants normaux ont muté en elfes, nains, orks, trolls et autres créatures jusque-là imaginaires. Par ailleurs, certains monstres de légendes comme les dragons sont réapparus et certaines personnes et/ou créatures apprennent à utiliser la magie dans leur quotidien.
Le monde de 2080 est dominé par les mégacorporations, multinationales ayant acquis le droit d'entretenir leurs propres forces armées ainsi que l'extraterritorialité et qui dictent leur politique à la plupart des pays. La technologie a grandement évolué depuis plusieurs décennies et les implants cybernétiques ou biotechnologiques sont désormais courants. Le monde virtuel de la matrice, qui a remplacé l'internet, procure quant à lui une immersion sensorielle totale à ses utilisateurs et la quasi-totalité de la population mondiale l'utilise quotidiennement.
Dans ce monde où se côtoient continuellement technologie et magie, les joueurs interprètent un shadowrunner (coureur des ombres), c'est-à-dire un mercenaire qui essaie de survivre en gagnant de l'argent lors de missions illégales plus ou moins difficiles qui lui sont confiées généralement par des mégacorporations voulant entraver le développement d'autres mégacorporations, mais aussi par des gouvernements, des organisations (légales ou criminelles) ou même par de riches particuliers. Ainsi, les shadowrunners font « le sale boulot » pour des employeurs dont ils ignorent tout en espérant être payés en retour.
Une équipe de shadowrunners est généralement composée de quatre à six individus aux domaines de compétences bien définis et complémentaires pour pouvoir faire face à tous types de situations. Ainsi, le samouraï des rues, axé sur le combat, possède plusieurs implants qui améliorent notamment ses capacités physiques, le magicien est capable de jeter des sorts, d'invoquer des esprits et de voir dans l'espace astral, l'adepte utilise une forme de magie spécialisée qui agit sur son propre corps et est souvent un maître du combat au corps à corps ou de l'infiltration, le hacker est spécialisé dans les intrusions matricielles, le rigger possède des implants qui lui permettent de contrôler des véhicules et des drones, et le face est un personnage charismatique spécialisé dans les interactions sociales. Le samouraï des rues, avec son sabre dans le dos, est emblématique de Shadowrun. Il incarne un code de l'honneur désuet dans un monde très individualiste et opportuniste.

## Système de jeu
Le jeu propose aux joueurs d'effectuer des missions (shadowruns) en équipe, où chacun apporte une compétence différente. La répartition des rôles est celle utilisée notamment dans l'Agence tous risques, avec un face (spécialiste en négociation), un spécialiste de l'équipement (et aussi chauffeur du véhicule commun customisé), etc. Des rôles spécifiques à l'univers apparaissent : mage et shaman (spécialistes en magie), decker et technomancien (spécialistes en informatique), adepte et samouraï des rues (spécialistes en combat).
Chaque mission rapporte aux joueurs des nuyens (la monnaie mondiale dans le 6e Monde) et du karma, leur permettant d'acquérir respectivement de nouveaux équipements et de nouvelles compétences, afin de pouvoir réaliser des missions de plus en plus difficiles. Cette dualité de récompense rappelle la dualité des personnages, mercenaires à la solde des mégacorpos, mais aussi néo-anarchistes profitant de la moindre occasion pour nuire à l'ordre établi.
Le système est basé sur le D6 et utilise tellement de dés que les joueurs parlent souvent de "brouette de dés".

## Récompenses
Le jeu a remporté plusieurs récompenses aux Origins Awards : meilleur jeu de rôle de science-fiction en 1990, ainsi que meilleures règles et meilleure présentation graphique en 1992. En 2006, il a remporté le prix du meilleur produit et des meilleures règles aux Ennie Awards remis lors de la Gen Con.

## Matériel édité
Ce jeu de rôle possède un grand nombre de suppléments, et en particulier certains décrivent le monde de 2050 à 2080 et plus (dans l'Amérique du Nord morcelée par les mouvements séparatistes et la résurgence des Américains d'origine en pouvoir étatique, dans l'Europe…). Certains de ces suppléments permettent également d'approfondir un aspect du jeu ou de l'univers, comme la magie, la matrice informatique, l'équipement, les corporations, etc. Enfin, d'autres sont des scénarios officiels, isolés ou se suivant en campagne.
| 1re édition                                                    | 2e édition                                                  | 3e édition                                | 4e édition                                               | 5e édition                                                              | 6e édition                                                       |
| -------------------------------------------------------------- | ----------------------------------------------------------- | ----------------------------------------- | -------------------------------------------------------- | ----------------------------------------------------------------------- | ---------------------------------------------------------------- |
| Shadowrun 1re éd. VO&VF (règles de base)                       | Shadowrun 2e éd. VO&VF (règles de base)                     | Shadowrun 3e éd. VO&VF (règles de base)   | Shadowrun 4e éd. VO&VF (règles de base)                  | Shadowrun 5e éd. VO&VF (règles de base)                                 | Shadowrun 6e éd. VO&VF (règles de base)                          |
| Catalogue du Samouraï des Rues VO&VF (armes)                   | A Killing Glare (scénario)                                  | Brainscan (scénario)                      | Arsenal VO&VF (équipement)                               | Fragmentation VO&VF (scénarios)                                         | Néo-RévolutionVF (campagne)                                      |
| DNA/DOA (scénario)                                             | Alerte rouge VO&VF (scénario)                               | Cannon Companion VO&VF (armes, règles)    | Augmentations VO&VF (modifications corporelles et santé) | Run & Gun (Gun Heaven 3) VO&VF (matériel)                               | Streetpedia VO&VF (contexte)                                     |
| Harlequin (scénario)                                           | Awakenings: New Magic in 2057 (magie)                       | Corporate Download VO&VF (corporations)   | Capitales des ombres VO&VF (contexte)                    | Âmes volées (Stolen Souls) VO&VF (contexte)                             | Free SeattleVO&VF (campagne)                                     |
| La Dame de cœur VO&VF (scénario)                               | Aztlan (contexte)                                           | Corporate Punishment (scénarios)          | Cartels fantômes VO&VF (contexte et scénarios)           | Grimoire des ombres (Street Grimoire) VO&VF (règles et contexte)        | Noir Total (Cutting Black) VO&VF (contexte)                      |
| La Reine Euphoria VO&VF (scénario)                             | Blood in the Boardroom (scénarios)                          | Dragons of the Sixth World (contexte)     | Dawn of the Artifacts VO (scénarios)                     | Run Faster VO&VF (règles et contexte)                                   | 30 nuits (30 Nights) VO&VF (campagne)                            |
| Le Démon dans la bouteille VO&VF (scénario)                    | Bug City (contexte)                                         | L'Amérique des ombres VO&VF (contexte)    | Émergence VO&VF (contexte et scénarios)                  | Chrome Flesh VO&VF (règles et contexte)                                 | Feu Nourri (Firing Squad) VO&VF (règles)                         |
| Le Guide néo-anarchiste de l'Amérique du Nord VO&VF (contexte) | California Free State (contexte)                            | L'Année de la comète VO&VF (contexte)     | En pleine course VO&VF (scénarios)                       | Lockdown VO&VF (scénarios)                                              | Réalité à la dérive (Slip Streams) VO&VF (contexte)              |
| Les Voleurs de narcopuces VO&VF (scénario)                     | Celtic Double Cross (scénario)                              | L'Europe des ombres VO&VF (contexte)      | Enclaves corporatistes VO&VF (contexte)                  | Bloody Business VO&VF (scénarios)                                       | Menaces imminentes (Collapsing Now) VO&VF (contexte)             |
| London Sourcebook (contexte)                                   | Corporate Security Handbook (corporations)                  | La Chair et le Chrome VO&VF (technologie) | Jungles urbaines VO&VF (contexte)                        | Data Trails VO&VF (règles et contexte)                                  | Voies Occultes (Street Wyrd) VO&VF (règles)                      |
| Mercurial VO&VF (scénario)                                     | Corporate Shadowfiles (corporations)                        | La Magie du sixième monde VO&VF (magie)   | La Magie des ombres VO&VF (magie)                        | Balles & Pansements (Bullets & bandages) VO&VF (règles et contexte)     | Jeux de pouvoir (Power Plays) VO&VF (contexte)                   |
| Paranormal Animals of North America (bestiaire)                | Cyberpirates (contexte)                                     | La Matrice VO&VF (matrice)                | Le Guide du runner VO&VF (livre du joueur)               | Manuel de l'assassin (The Assassin's Primer) VO&VF (règles et contexte) | Assassin's Night VO (campagne)                                   |
| Rigger Black Book (véhicules)                                  | Cybertechnology (cybernétique)                              | Loose Alliances (contexte)                | Les Créatures du sixième monde VO&VF (bestiaire)         | Coyotes VO&VF (contexte et scénario)                                    | A tombeau ouvert (Double Clutch) VO&VF (règles)                  |
| Seattle Sourcebook VO&VF (contexte)                            | Dark Angel (scénario)                                       | Mr. Johnson's Little Black Book (règles)  | Seattle 2072 VO&VF (contexte)                            | Anarchy VO&VF (règles)                                                  | The Kechibi Code VO (règles et scénarios)                        |
| Shadowbeat (contexte et règles)                                | Denver: The City of Shadows (contexte)                      | Premier Run VO&VF (scénario)              | SOX VA&VF (contexte et scénario)                         |                                                                         | Grimoire des ombres (Street Grimoire) VO&VF (règles et contexte) |
| Shadowtech (technologie)                                       | Des Pourris et des ombres VO&VF (scénario)                  | Rigger 3 (véhicules)                      | Unwired VO&VF (matrice)                                  |                                                                         | Seattle, Cité d'émeraude (Emerald City) VO&VF (contexte)         |
| Sprawl Sites (règles)                                          | Divided Assets (scénario)                                   | Seattle 2060 VO&VF (contexte)             | 10 Jackpointers VO (contexte)                            |                                                                         | Le Troisième Parallèle (The Third Parallel) VO&VF (campagne)     |
| Tirez sur le dragon VO&VF (scénario)                           | Éclipse Totale VO&VF (scénario)                             | Shadows of Asia (contexte)                | InsecteVO&VF (contexte et scénario)                      |                                                                         | Grimoire des ombres (Street Grimoire) VO&VF (règles et contexte) |
| The Universal Brotherhood (scénario)                           | Elven Fire VO&VF (scénario)                                 | Sprawl Survival Guide (contexte)          | Shadowrun Missions VO&VF (scénarios)                     |                                                                         | Compagnon du Sixième Monde (Six World Companion) VO&VF (règles)  |
|                                                                | France VF uniquement (contexte)                             | State of the Art: 2063 (règles, contexte) | Harlequin et le retour d'Arlequin VO&VF (scénarios)      |                                                                         | France des Ombres VF (scénarios et contexte)                     |
|                                                                | Germany Sourcebook VA&VO (contexte)                         | State of the Art: 2064 (règles, contexte) | L'Europe des ombres VO&VF (contexte)                     |                                                                         | Shadowcast VO (règles)                                           |
|                                                                | Glow City Blues VO&VF (scénario)                            | Survival of the Fittest (scénario)        | Runners Black Book VO&VF (équipement)                    |                                                                         | Hacker Vaillant (Hack & Slash) VO&VF (règles)                    |
|                                                                | Harlequin's Back (scénario)                                 | System Failure (contexte)                 | Grimoire numeriqueVO&VF (magie)                          |                                                                         | Valeur Null(e) (Null Value) VO&VF (contexte)                     |
|                                                                | Imago (scénario)                                            | Target: Matrix (contexte)                 | AttitudeVO (media)                                       |                                                                         | Astral Ways VO (contexte)                                        |
|                                                                | Le Grimoire VO&VF (magie)                                   | Target: Wastelands (contexte)             |                                                          |                                                                         | Whisper Nets VO (campagne)                                       |
|                                                                | Les Chiens de guerre VO&VF (règles, armes)                  | Terres d'éveil VO&VF (contexte)           |                                                          |                                                                         | Corps à la carte (Body Shop) VO&VF (règles)                      |
|                                                                | Les Métacréatures européennes VO&VF (bestiaire)             | Threats 2 (contexte)                      |                                                          |                                                                         | Visée juste (Shoot Straight) VO&VF (contexte)                    |
|                                                                | Les Nations des Américains d'origine VO&VF (contexte)       | Wake of the Comet (scénarios)             |                                                          |                                                                         | Hantise astrale (Scotophobia) VO&VF (règles)                     |
|                                                                | Lone Star (contexte)                                        |                                           |                                                          |                                                                         | Wild Life VO (règles)                                            |
|                                                                | Missions (scénarios)                                        |                                           |                                                          |                                                                         | Falling Point VO (contexte)                                      |
|                                                                | Mob War ! (scénarios)                                       |                                           |                                                          |                                                                         | Le Grand Tour (Needle's Eye) VO&VF (contexte)                    |
|                                                                | Paradise Lost (scénario)                                    |                                           |                                                          |                                                                         | Paris : Ombres et Lumières (Final Bets) VO&VF (campagne)         |
|                                                                | Portfolio of a Dragon: Dunkelzahn's Secrets (contexte)      |                                           |                                                          |                                                                         | Smooth operations VO (règles)                                    |
|                                                                | Predator and Prey (scénarios)                               |                                           |                                                          |                                                                         | Tarnished Star VO (contexte)                                     |
|                                                                | Prime Runners (PNJ)                                         |                                           |                                                          |                                                                         |                                                                  |
|                                                                | Réalités virtuelles 2.0 VO&VF (matrice)                     |                                           |                                                          |                                                                         |                                                                  |
|                                                                | Renraku Arcology: Shutdown (contexte)                       |                                           |                                                          |                                                                         |                                                                  |
|                                                                | Shadows of the Underworld (scénarios)                       |                                           |                                                          |                                                                         |                                                                  |
|                                                                | Super Tuesday ! (scénarios)                                 |                                           |                                                          |                                                                         |                                                                  |
|                                                                | Target: Smuggler Havens (contexte)                          |                                           |                                                          |                                                                         |                                                                  |
|                                                                | Target: UCAS (contexte)                                     |                                           |                                                          |                                                                         |                                                                  |
|                                                                | Témoin oculaire VO&VF (scénario)                            |                                           |                                                          |                                                                         |                                                                  |
|                                                                | The Neo-Anarchists' Guide to Real Life (règles et contexte) |                                           |                                                          |                                                                         |                                                                  |
|                                                                | Threats (contexte)                                          |                                           |                                                          |                                                                         |                                                                  |
|                                                                | Tir na nOg VO&VF (contexte)                                 |                                           |                                                          |                                                                         |                                                                  |
|                                                                | Tir Tairngire VO&VF (contexte)                              |                                           |                                                          |                                                                         |                                                                  |
|                                                                | Underworld Sourcebook (contexte)                            |                                           |                                                          |                                                                         |                                                                  |

### Version française
Ombres Portées est un collectif français de joueurs du jeu de rôle Shadowrun formé en 2005 pour assurer la traduction française officielle de Shadowrun quatrième édition, publiée en mai 2006 par Black Book Éditions. Le collectif se composait de : Ghislain « Namergon » Bonnotte, Jérémie Bouillon, Anthony « Skarn Ka » Bruno et Thomas Moreau.
À partir de la 5e édition, les livres sont traduits directement par Black Book Éditions, qui a intégré dans ses rangs certains des anciens membres d'Ombres Portées.
Outre la correction de nombreuses erreurs de l'édition américaine, les ouvrages français comportent souvent des passages inédits pour améliorer et augmenter l'original. Certains suppléments sont même entièrement inédits aux États-Unis, comme SOX, supplément écrit en collaboration avec l'équipe allemande de traduction, également très active.
Par contre, certains suppléments, tant américains qu'allemands, n'ont jamais été traduits en français.
Le collectif Ombres Portées se reforme avec de nouveaux membres en novembre 2019 sous le nom de Ombres Portées 2.0. OP2.0 a le même objectif, promouvoir Shadowrun auprès de la communauté francophone.

#### Shadowrun Vintage
Shadowrun Vintage est une gamme de l'édition française de Shadowrun 4e édition qui avait entrepris de traduire des suppléments jusque là inédits en France. Ces ouvrages regroupent plusieurs suppléments à la fois, sur un même thème, en adaptant les règles à la 4e édition.
- Le premier supplément à être sorti est Harlequin/Le Retour d'Harlequin, deux campagnes mythiques datant de la 1re et de la 2e édition de Shadowrun.
- La campagne Insectes, comprenant une réédition de Bug City, the Universal Brotherhood et du chapitre "Chicago, la fin de l'oubli" du supplément Target:UCAS, a été le deuxième supplément de cette gamme à être édité.
- Le troisième et dernier fut Aztlan/Denver.

Cette gamme réédita également quelques romans, dont la première édition française par Fleuve Noir fut vivement critiquée pour sa qualité, et surtout pour ses coupes par rapport à l'original afin de respecter le format de la collection.

#### Shadowrun Heritage
Shadowrun Heritage est une gamme de l'édition française de Shadowrun éditée en pdf only par Black Book Editions. Il s'agit d'une suite à la gamme Vintage initiée à l'origine par Ombres Portées.
- Le premier supplément à être sorti est Menaces[17], consacré aux conspirations et aux organisations les moins recommandables du Sixième Monde.
- Le second supplément London Falling[18] regroupe les informations sur la City à travers 4 scénarios en plus de la traduction des éléments sur Londres de Conspiracy Theories et Dirty Tricks.
- London Falling (originellement 4e édition)
- Renraku Arcology Shutdown (originellement 3e édition)
- Le Guide du Tarot du Sixième Monde
- Avis de tempête (originellement 4e édition)[19]
- Super Tuesday (originellement 2e édition)
- Les Secrets de Dunkelzahn (originellement 2e édition)
- Dossiers corporatistes 2054 (originellement 1ère édition)
- Repaires de contrebandiers (originellement 3e édition)
- Aventures à Denver, T1 : Lame dentelée (originellement 5e édition)[20]
- Aventures à Denver, T2 : Sous faux pavillon (originellement 5e édition)
- Aventures à Denver, T3 : Réalité en lambeaux (originellement 5e édition)[21]
- Sale coup à Berlin (scénario allemand de la 6ème édition)
- La mythique campagne Brainscan (originellement 3e édition)[22]
- Erreur Système (originellement 3e édition), La fin de la matrice… telle qu'on la connaît.

Cette gamme regroupe des ouvrages des anciennes éditions jamais traduites proposées par la nouvelle équipe de Ombres Portées (OP2.0). Shadowrun Héritage propose les statistiques pour Shadowrun 5ème édition, Shadowrun 6ème édition et Anarchy.

### Version allemande
La communauté de joueurs de Shadowrun étant très active en Allemagne, l'éditeur allemand actuel, Pegasus Spiele, traduit la plupart des ouvrages américains, en les améliorant et en les augmentant (à l'instar de la version française). Il publie également des travaux originaux.

### Shadowrun Missions
Les Shadowrun Missions, ou campagne vivante, sont des séries de scénarios divisées en saisons, chaque saison se concentrant sur une ville. Ces scénarios sont destinés à être joués dans des conventions ou en boutiques (ils sont alors disponibles gratuitement). Ils sont aussi téléchargeables (version payante) pour ceux qui ne peuvent aller en boutique ou en convention. 
- Saison 1 : Seattle
- Saison 2 : Denver
- Saison 3 : Manhattan
- Saison 4 : Seattle
- Saison 5 à 8 : Chicago
- Saison 9 et 10 : Néo-Tokyo
- Saison 11 et 12 : Seattle

Seule la saison 3 fut entièrement traduite en français.

## Produits dérivés

### Romans
| Titre VF                                           | Titre VO                      | Auteur                         |
| -------------------------------------------------- | ----------------------------- | ------------------------------ |
| Méfie-toi des dragons… (Secrets du pouvoir #1)     | Never Deal with a Dragon      | Robert N. Charrette (en)       |
| …Choisis bien tes ennemis… (Secrets du pouvoir #2) | Choose Your Enemies Carefully | Robert N. Charrette            |
| …Et trouve ta vérité ! (Secrets du pouvoir #3)     | Find Your Own Truth           | Robert N. Charrette            |
| Grille-neurones                                    | 2XS                           | Nigel D. Findley (en)          |
| Métamorphose                                       | Changeling                    | Chris Kubasik                  |
| Attention aux elfes !                              | Never Trust an Elf            | Robert N. Charrette            |
| Jeu d'ombres                                       | Shadowplay                    | Nigel Findley                  |
| Le Pion de la nuit                                 | Night's Pawn                  | Thomas A. Dowd (en)            |
| Striper : Assassin !                               | Striper Assassin              | Nyx Smith                      |
| Les Rues de sang                                   | Streets of Blood              | Carl Sargent et Marc Gascoigne |
| Le Loup solitaire                                  | Lone Wolf                     | Nigel Findley                  |
| Fondu déchaîné                                     | Fade to Black                 | Nyx Smith                      |
| Nosferatu                                          | Nosferatu                     | Carl Sargent et Marc Gascoigne |
| Feu d'enfer                                        | Burning Bright                | Tom Dowd                       |
| Qui chasse le chasseur                             | Who Hunts the Hunter          | Nyx Smith                      |
| La Maison du soleil                                | House of the Sun              | Nigel Findley                  |
| Temps sans fin                                     | Worlds Without End            | Caroline Spector               |
| Juste Compensation                                 | Just Compensation             | Robert N. Charrette            |
| Mort d'un président (Ryan Mercury #1)              | Stranger Souls                | Jak Koke                       |
| Le Cœur du dragon (Ryan Mercury #2)                | Clockwork Asylum              | Jak Koke                       |
| Mise à l'index (Ryan Mercury #3)                   | Beyond the Pale               | Jak Koke                       |
| La Madone noire                                    | Black Madonna                 | Carl Sargent et Marc Gascoigne |
| La Deuxième Mort de Jonathan Winger                | Dead Air                      | Jak Koke                       |
| Le Soleil des vampires                             | The Terminus Experiment       | Jonathan E. Bond et Jak Koke   |
| Wolf et Raven                                      | Wolf and Raven                | Michael A. Stackpole           |
| Le Sourire de la mort                              | The Forever Drug              | Lisa Smedman                   |
| Pluie d'acier                                      | Steel Rain                    | Nyx Smith                      |

| Titre VO                        | Auteur                        |
| ------------------------------- | ----------------------------- |
| Into the Shadows                | Divers (recueil de nouvelles) |
| Preying for Keeps               | Mel Odom                      |
| The Lucifer Deck                | Lisa Smedman                  |
| Shadowboxer                     | Nicholas Pollotta             |
| Headhunters                     | Mel Odom                      |
| Blood Sport                     | Lisa Smedman                  |
| Technobabel                     | Stephen Kenson                |
| Psychotrope                     | Lisa Smedman                  |
| Run Hard, Die Fast              | Mel Odom                      |
| Crossroads                      | Stephen Kenson                |
| Ragnarock                       | Stephen Kenson                |
| Tails You Lose                  | Lisa Smedman                  |
| The Burning Time                | Stephen Kenson                |
| Born to Run (Kellan Colt #1)    | Stephen Kenson                |
| Poison Agendas (Kellan Colt #2) | Stephen Kenson                |
| Fallen Angels (Kellan Colt #3)  | Stephen Kenson                |
| Drops of Corruption             | Jason M. Hardy                |
| Aftershock                      | Jean Rabe et John Helfers     |
| A Fistful of Data               | Stephen Dedman                |

#### From the Street
From the Street est la série bimensuelle de fictions originales par les auteurs de Shadowrun.
Redeye Flight
par Jon Szeto.
Unmaking the Man
par Jason Hardy.
Dead Man's Party
par Jon Szeto.
Turnabout
par R. King-Nitschke.

#### Street Tales
Street Tales compte des histoires moins importantes. La série compile des fictions pour les livres d'univers, catalogues et exempliers distribués dans les conventions.
Les humains et les cycles de magie
par Tom Dowd et/ou Jordan Weisman.
Rex Tremendae
par Tom Dowd.
Dunkelzahn The Mass-Media Dragon
par Tom Dowd. Originellement publié dans Dragon Magazine #199.
The Duelists
par Diane Piron-Gelman et Robert Cruz, basé sur une histoire de Jonathan Szeto.
Mission Improbable
par Diane Piron-Gelman et Robert Cruz, basé sur une histoire de Jonathan Szeto.
A Night In The Life
par Diane Piron-Gelman et Robert Cruz, basé sur une histoire de Jonathan Szeto.

### Jeux de figurines
- Shadowrun: DMZ Downtown Militarized Zone[24] (1990), édité par FASA.
- Shadowrun Duels (en)[25] (2003), édité par Wizkids (en).

### Figurines et maquettes
Ral Partha (en) vend des figurines Shadowrun à une échelle de 25 mm pour le jeu de rôle.

### Jeux de société

#### Jeu de cartes à collectionner
- Shadowrun: The Trading Card Game (en)[26] (1997), de Mike Nielson, édité par FASA Corporation.

#### Jeux de cartes
- Shadowrun: Crossfire[27] (2014), édité par Catalyst Game Labs (en) et traduit en français par Black Book Éditions.
- Encounters : Shadowrun[28] (2016), édité par Catalyst Game Labs (en).
- Shadowrun: ZeroDay[29] (2017), édité par Catalyst Game Labs (en).

#### Jeu de plateau
- Shadowrun Sprawl Ops[30] (2019), édité par Catalyst Game Labs (en).

### Jeux vidéo
Plusieurs jeux vidéo ont été inspirés de l'univers de Shadowrun. Chacun ayant respecté la thématique à des niveaux variables.
- 1993 : Shadowrun sur Super Nintendo. RPG développé par Beam Software, édité par Data East.
- 1994 : Shadowrun sur Mega Drive. RPG développé par BlueSky Software.
- 1996 : Shadowrun (1996 video game) (en) sur Sega CD. RPG développé par Group SNE, inédit hors du Japon.
- 2007 : Shadowrun sur Xbox 360 et PC. FPS (jeu de tir à la première personne) développé par FASA Studio et édité par Microsoft Game Studios.
- 2013 : Shadowrun Returns sur PC et Tablette tactile. T-RPG développé par Harebrained Schemes.
- 2014 : Shadowrun Returns: Dragonfall (en), extension, puis standalone sous le nom Shadowrun: Dragonfall - Director's Cut sur PC. T-RPG développé par Harebrained Schemes.
- 2015 : Shadowrun: Hong Kong sur PC. T-RPG développé par Harebrained Schemes.

### Earthdawn
Earthdawn est un jeu de rôle médiéval-fantastique qui se situe dans un lointain passé du monde de Shadowrun. Ainsi, on retrouve dans ce jeu certains personnages du monde de Shadowrun (des elfes et des dragons principalement) ainsi que certains autres éléments qui ont été repris à l'occasion dans des suppléments Shadowrun.
Les deux licences ont été depuis séparées, et donc Earthdawn ne constitue plus officiellement le passé de Shadowrun dans l'univers canon, même si de nombreux fans continuent à considérer que si.

### Films
Même s'il n'est pas officiellement affilié à la franchise, le film Netflix Bright s'inspire fortement de l'univers de Shadowrun.
Un clip publicitaire intitulé A Night's Work fut commandé par FASA en 1990.